# Kalisztenika
A kalisztenika a saját testsúllyal végzett edzések gyűjtőneve. A népszerű "street workout" edzés is a kalisztenika módszereit alkalmazza, ám konditerem helyett inkább kifejezetten erre a célra kifejlesztett parkokban. Az edzésforma a lassú, de stabil fejlődést részesíti előnyben. Népszerű gyakorlatai közé tartoznak a különböző fekvőtámaszok, húzódzkodás, lábemelés és a híd.
Ez az edzésmód alapvetően jobban kíméli az ízületeket, erősíti őket (de csakis a helyesen végrehajtott gyakorlatokkal). Mivel az emberi testet nem a nagy súlyok mozgatására „találták ki”, hanem saját súlyának minél jobb kihasználására, minél nagyobb mobilitás elérésére, egyes vélemények szerint sokkal hatékonyabb edzésmódszer, mint a konditermi edzések. Utóbbi a legtöbb embernél, akik nincsenek tisztában az edzés mibenlétével, csak funkcionális erőt eredményez. Ezzel szemben a kalisztenika összehangolja a test összes izmát, ezeket együttes működésre bírja.[forrás?] A kalisztenika edzésmódszer hátránya, hogy csak csekély mértékben tartalmaz izolációs gyakorlatokat, így kezdőknek megerőltetőbb az elkezdeni, mint egy konditermi edzést, ahol kisebb súlyokkal izolálhatjuk a különböző izomcsoportokat.

## Eredete
Egyes források szerint a calisthenics kifejezés az ógörög nyelvből származik. A szó a kallosz (szépség) és a szthenosz (erő) szavak összetételéből jött létre.

## Leggyakoribb gyakorlatai

Fekvőtámasz

- kitörés: A gyakorlat végrehajtásához ki kell lépni előre az egyik lábbal úgy, hogy a hátsó láb térde majdnem elérje a padló szintjét. Amikor a mellső láb combja és lábszára közel eléri a 90 fokos szöget, akkor ismét ki kell egyenesedni és lábcsere után megismételni a korábban hátul lévő lábbal a gyakorlatot.

- Felülés: A padlóra, vagy a padlón elhelyezett vékony, de kemény polifoam szőnyegre kell feküdni úgy, hogy az ember hanyatt feküdjön a hátán, a lábait úgy kell elhelyeznie a padlón, hogy azoknál a lábszárak és a combok 90 fokos szöget zárjanak be és a talp a padlón legyen. A kezeket vagy a tarkón összekulcsolva, vagy a mellkason keresztezve kell tartani. Felső pozícióban a térdeket el kell érni a könyökökkel.[2]

- Hasprés: A padlóra kell feküdni hanyatt fekve, majd a tarkón összekulcsolt kezekkel a fejet és a felsőtest felső részét el kell emelni a padlótól úgy, hogy a derék végig a földön marad. Ennél a gyakorlatnál nem kell elérni a könyökökkel a térdet.

- Fekvőtámasz: A kezeket vállszélességben a padlóra kell helyezni úgy, hogy a tenyér a földön legyen, egymással párhuzamosan, előre nézzen, míg a lábakkal lábujjhegyen kell tartani magunkat. A gyakorlat végzése közben a hát és az egész test végig egyenesen kell maradjon. A felső helyzet a kiinduló pozíció. A gyakorlat során a karokat be kell hajlítani úgy, hogy a felkar közel 90 fokot zárjon be az alkarral, majd a kiinduló pozícióba kell felnyomni magunkat. A fekvőtámaszoknak számos válfaja létezik a normál fekvőn kívül: szűk, széles, pók, ejtőernyős, haránt, egy kezes stb.[3]

- Húzódzkodás: A fej fölött elhelyezkedő és kinyújtott karral éppen elérhető, vagy ennél némileg magasabb vízszintesen rögzített rudat két kézzel meg kell fogni. Ezt követően a lábak segítsége nélkül fel kell húzni a testet a karok segítségével úgy, hogy az áll elérje a rudat, vagy magasabbra kerüljön, mint a rúd, majd a kiinduló helyzetbe kell visszaengedni magunkat. A húzódzkodás többféle módon is végrehajtható. Lehet az úgynevezett hátsó madárfogással, amikor a kezek a test felőli oldalról fogják a rudat, vagy egy másik változatban úgy is végezhető a gyakorlat, hogy a kezek a testtel szemben fogják a rudat. A húzódzkodásnál többféle változat is létezik, melyek közt például a szűk, a széles, az egykezes, vagy a nyak mögé történő húzódzkodás is létezik.

- Tolódzkodás: A nyújtó két nagyjából vállszélességnél kicsit szélesebb, vízszintesen rögzített rúdját meg kell fogni, majd fel kell lendülni a szerre úgy, hogy az ember egyenes testtartással, nyújtott karokkal és kinyújtott lábakkal a kiinduló pozícióba kerüljön. A gyakorlat során a karok hajlításával a testet leengedjük és a felkarok az alkarokkal közel 90 fokos szöget zárnak be, majd ismét kinyomjuk magunkat a kiinduló pozícióba.

- Plankolás: A fekvőtámaszhoz hasonlóan helyezkedünk el a padlóval párhuzamosan, úgy, hogy a könyökünket behajlítva a padlón az alkarokat végigfektetjük. A gyakorlat közben a testet egyenesen és mozdulatlanul kell tartani.
- Guggolás: Álljunk egyenesen vállszélességben, a lábujjak nézzenek előre, majd hajlítsuk be a térdünket és húzzuk hátra a medencét, miközben leereszkedünk úgy, mintha ülnénk. Tartsuk a felső testet egyenesen, ne engedjük, hogy a térdünk túlságosan előre mozduljon. Addig menjünk le, míg a combunk nagyjából merőleges pozícióba kerül a vádlinkhoz képest. Tartózkodjunk nagyjából fél másodpercig ebben a pozícióban, majd emelkedjünk vissza a kiinduló pozícióba, a fejet végig egyenesen tartva, koncentrálva a súlypontunkra és a helyes technika kivitelezésére.